# Anatolij Vasziljevics Milcsenko
Anatolij Vasziljevics Milcsenko (oroszul: Анатолий Васильевич Мильченко;
ukránul: Анатолій Васильович Мільченко) (Borzsomi,  1938. március 26. – Tbiliszi, 2011. december 28.) szovjet nemzetközi labdarúgó-játékvezető. Apja és nagyapja Ukrajnából költözött Borzsomiba, hogy az ottani üveggyár építésén dolgozzanak. Polgári foglalkozása mezőgazdasági gépészmérnök. 1994–1998 között a grúz nagykövetségén dolgozott Kijevben, Abházia képviseletében. A Szovjetunió szétesése után grúz állampolgár volt.

## Pályafutása

### Labdarúgóként
1956–1960 között az SZKA (Tbiliszi), 1961–1963 között Gyinamo (Szuhumi) labdarúgó csapatokban védő poszton játszott.

### Nemzeti játékvezetés
A játékvezetői vizsgát  Szuhumiban letéve a körzeti labdarúgó bajnokságban gyermek és ifjúsági csapatok vezetésével kezdte szolgálatát.[forrás?] Nemzeti labdarúgó-szövetségének megfelelő játékvezető bizottság minősítése alapján 1967. december 28-án lett az össz-szövetségi bajnokság játékvezetője. A nemzeti játékvezetéstől 1986-ban vonult vissza. Első ligás mérkőzéseinek száma: 231. A szovjet-orosz mérkőzésvezetői örök ranglistán (2009 bajnoki év végével) a 2. helyen állt. 56 mérkőzésen volt oldalbíró.

#### Nemzeti kupamérkőzések
Vezetett kupadöntők száma: 2.

##### Szovjet labdarúgókupa
| Időpont            | Helyszín               | Mérkőzés típusa            | Mérkőzés                                 | Eredmény | Nézők száma |
| ------------------ | ---------------------- | -------------------------- | ---------------------------------------- | -------- | ----------- |
| 1971. augusztus 7. | Lenin Stadion, Moszkva | döntő első mérkőzés        | FK Szpartak Moszkva–СКА (Ростов-на-Дону) | 2 – 2    | 100 000     |
| 1971. augusztus 8. | Lenin Stadion, Moszkva | döntő megismételt mérkőzés | FK Szpartak Moszkva–СКА (Ростов-на-Дону) | 1 – 0    | 50 000      |

### Nemzetközi játékvezetés
A Szovjet Labdarúgó-szövetség Játékvezető Bizottsága (JB) terjesztette fel nemzetközi játékvezetőnek, a Nemzetközi Labdarúgó-szövetség (FIFA) 1979-től tartotta nyilván bírói keretében. Több nemzetek közötti válogatott, valamint Kupagyőztesek Európa-kupája (4), UEFA-kupa (2) és Bajnokcsapatok Európa-kupája (1) klubmérkőzést vezetett, vagy működő társának partbíróként segített. A szovjet nemzetközi játékvezetők rangsorában, a világbajnokság-Európa-bajnokság sorrendjében többedmagával a 13. helyet foglalja el 4 találkozó szolgálatával. A  nemzetközi játékvezetéstől 1985-ben búcsúzott. Válogatott mérkőzéseinek száma: 7.

#### Labdarúgó-világbajnokság
Az U20-as, az 1979-es ifjúsági labdarúgó-világbajnokságon a FIFA JB játékvezetőként vette igénybe szolgálatát.
| Időpont             | Helyszín                | Mérkőzés típusa              | Mérkőzés       | Eredmény | Nézők száma |
| ------------------- | ----------------------- | ---------------------------- | -------------- | -------- | ----------- |
| 1979. augusztus 25. | Olimpiai Stadion, Tokió | csoportmérkőzés (A. csoport) | Mexikó–Algéria | 1 – 1    | 30 000      |

---
Az 1982-es labdarúgó-világbajnokságon, valamint az 1986-os labdarúgó-világbajnokságon a FIFA JB játékvezetőként alkalmazta. Selejtező mérkőzéseket az UEFA zónában vezetett.

##### 1982-es labdarúgó-világbajnokság
| Időpont          | Helyszín               | Mérkőzés típusa           | Mérkőzés              | Eredmény | Nézők száma |
| ---------------- | ---------------------- | ------------------------- | --------------------- | -------- | ----------- |
| 1981. június 24. | Råsunda Stadion, Solna | előselejtező (6. csoport) | Svédország–Portugália | 3 – 0    | 34 531      |

##### 1986-os labdarúgó-világbajnokság
| Időpont            | Helyszín                      | Mérkőzés típusa           | Mérkőzés           | Eredmény | Nézők száma |
| ------------------ | ----------------------------- | ------------------------- | ------------------ | -------- | ----------- |
| 1984. november 14. | Gerhard Hanappi Stadion, Bécs | előselejtező (5. csoport) | Ausztria–Hollandia | 1 – 0    | 15 000      |
| 1985. május 28.    | Laugardalsvöllur, Reykjavík   | előselejtező (7. csoport) | Izland–Skócia      | 0 – 1    | 15 052      |
| 1985. október 16.  | Wembley Stadion, London       | előselejtező (3. csoport) | Anglia–Törökország | 5 – 0    | 52 500      |

## Sportvezetőként
1972–1988 között az Abház Játékvezető Bizottság (JB) elnöke. 1978–1990 között a Grúz labdarúgó-szövetség JB elnökségi tagja. 2005–2010 között a SZK WIT Georgia Tbiliszi klub sportigazgatója.

## Szakmai sikerek
1970-1974 és 1977-1985 között 14-szer szerepelt a legjobb 10 játékvezető között. A Szovjetunióban elismerésül, a 100 első osztályú bajnoki mérkőzés vezetését követően arany, 80 esetében ezüst, 60 esetében bronz jelvényt kaptak a játékvezetők. Mindhárom elismeréssel rendelkezik.